# Reithrodontomys chrysopsis
Reithrodontomys chrysopsis é uma espécie de roedor da família Cricetidae.
Apenas pode ser encontrada no México.